# Raimondo Inconis
Raimondo Inconis (* 27. března 1959, San Gavino Monreale) je italský fagotista, kontrafagotista a hudební pedagog.

## Život
Inconis vystudoval hru na fagot na konzervatoři v Cagliari ve třídě Orlanda Pittaua. Již během studií působil čtyři roky v opeře a symfonickém orchestru v Cagliari. Dále se vzdělával u prof. Karla Öhlbergera ve Vídni.V letech 1978 se stal držitelem stipendia na Académie Internationale Saint-Hubert (Belgie), 1979 a 1980 na l’Université Dell’Académie Internationale Nice (Francie), 1980 na Centre Musical International D'Annecy (Francie), 1983 na Internationaal Muziekkamp van Jeungd en Muziek Belgie a 1985 na International Chamber Music Course Weikersheim (Německo).
Opakovaně spolupracoval s předními evropskými symfonickými orchestry.

## Detaily knihy
V roce 1994 vydal v milánském nakladatelství Ricordi knihu Kontrafagot, Historie a technika.